# Kalinga
Kalinga là một tỉnh không giáp biển của Philippines ở Đặc khu hành chính Cordillera tại Luzon. Thủ phủ là Tabuk và giáp tỉnh Mountain về phía nam, Abra về phía tây, Isabela về phía đông, Cagayan về phía đông bắc, và Apayao về phía bắc. Trước năm 1995, Kalinga và Apayao là một tỉnh có tên là Kalinga-Apayao, cho đến khi được tách ra thành hai tỉnh do các dân tộc ở hai tỉnh này khác nhau và có yêu cầu chia tách.
17°45′B 121°15′Đ / 17,75°B 121,25°Đ